# Enner Valencia
Enner Remberto Valencia Lastra (San Lorenzo, 4 de novembro de 1989) é um futebolista equatoriano que atua como atacante. Atualmente defende o Internacional.

## Carreira

### Emelec
Em 2010, com a chegada do técnico Jorge Sampaoli, Valencia estreou pela equipe principal do Emelec no dia 15 de janeiro, na apresentação do plantel na chamada Explosão Azul, atuando no triunfo por 2–0 sobre o Independiente del Valle. O atacante realizou sua estreia no Campeonato Equatoriano em 14 de fevereiro, numa vitória por 3–0 sobre o Espoli, na cidade de Santo Domingo.
Valencia deixou o Emelec no final de 2013, após quatro temporadas com a camisa azul do clube de Guaiaquil, pelo qual conquistou o título equatoriano em 2013. No mesmo ano foi o artilheiro da Copa Sul-Americana, com cinco gols marcados.

### Pachuca
Em 2 de janeiro de 2014, foi vendido para o Pachuca, do México, que pagou 3,2 milhões de euros ao Emelec. O jogador estreou pelo novo clube três dias depois, numa derrota por 1–0 para o Toluca. Marcou seu primeiro gol pela equipe mexicana no dia 18 de janeiro, na vitória por 1–0 sobre o Tijuana.
Marcou o primeiro hat-trick da carreira no dia 4 de maio, contra o Pumas, em uma vitória fora de casa por 4–2, garantindo que o Pachuca avançasse nos play-offs do Clausura da Liga MX.
Terminou o campeonato com 23 partidas e 18 gols, sendo premiado com a Chuteira de Ouro da Liga MX no torneio Clausura de 2014.

### West Ham

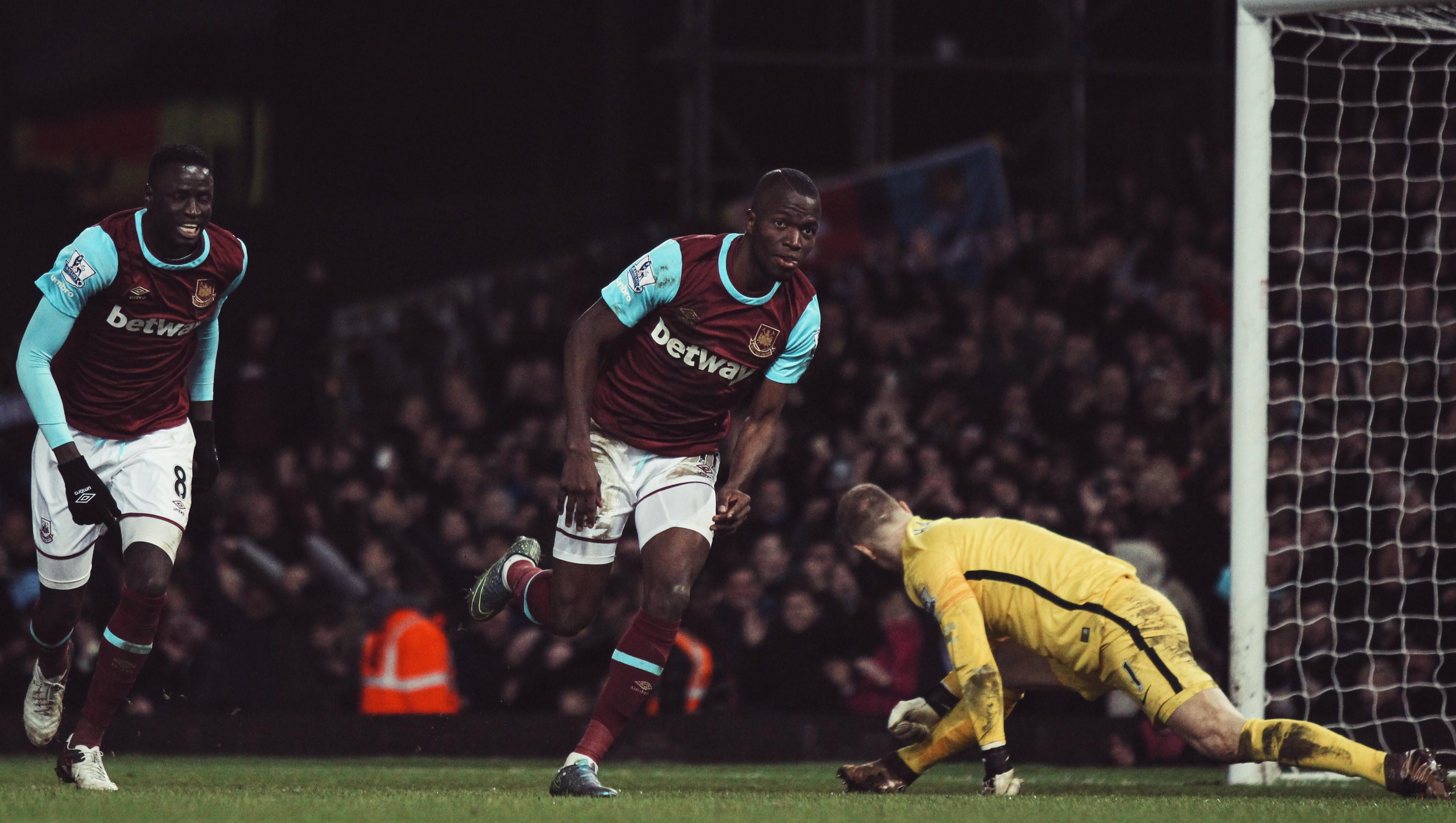
Valencia comemorando um gol contra o Manchester City em janeiro de 2016

Depois de boas atuações no Campeonato Mexicano e na Copa do Mundo FIFA de 2014, Enner chamou a atenção da Europa e foi contratado pelo West Ham, que pagou cerca de 15 milhões de euros. O atacante foi anunciado pelos Hammers no dia 17 de julho, assinando contrato por cinco anos. Valencia fez sua estreia no dia 16 de agosto, numa derrota em casa por 1–0 para o Tottenham, saindo do banco de reservas e entrando no lugar de Carlton Cole aos 81 minutos. Marcou seu primeiro gol no dia 15 de setembro, num empate em 2–2 contra o Hull City, válido pela Premier League. No total pelo West Ham, marcou 10 gols em duas temporadas.

### Everton
Foi anunciado como reforço do Everton no dia 31 de agosto de 2016, chegando por empréstimo com opção de compra fixada em 14,5 milhões de libras, correspondente a cerca de 17 milhões de euros. Após ter disputado alguns amistosos, estreou oficialmente no dia 17 de setembro, numa vitória por 3–1 contra o Middlesbrough, no Goodison Park, válida pela 5ª rodada da Premier League. Marcou seu primeiro gol pelo clube no dia 2 de janeiro de 2017, numa vitória em casa por 3–0 sobre o Southampton. Deixou o Everton no final da temporada, onde marcou apenas três gols em 23 partidas.

### Tigres
Acertou seu retorno ao futebol mexicano em 2017, sendo contratado pelo Tigres UANL para o Torneio Apertura. Teve uma grande estreia no dia 22 de julho, marcando um hat-trick na goleada por 5–0 contra o Puebla.
Em três temporadas no Tigres, Enner foi duas vezes campeão mexicano e uma vez da Liga dos Campeões da CONCACAF. Além do título da Concachampions, em 2020, o atacante foi artilheiro do torneio na edição de 2019, com sete gols.

### Fenerbahçe
Foi anunciado pelo Fenerbahçe no dia 28 de agosto de 2020, assinando por três temporadas com o clube turco. Teve um bom desempenho em seu primeiro ano com a equipe, marcando 12 gols em 34 partidas na Süper Lig, competição em que o Fenerbahçe terminou no 3º lugar.
Realizou seu primeiro hat-trick pelo clube no dia 26 de agosto de 2021, em uma goleada por 5–2 contra o Helsinki, válida pela Liga Europa da UEFA. Nessa temporada, o atacante equatoriano marcou 13 gols em 33 partidas somando todas as competições.
Pouco mais de um ano depois, no dia 9 de outubro de 2022, marcou seu primeiro hat-trick na Süper Lig. Com os três gols marcados contra o Fatih Karagümrük, Valencia garantiu a vitória do Fenerbahçe por 5–4. Já no dia 29 de janeiro de 2023, marcou um poker-trick na goleada por 5–1 contra o Kasimpaşa, válida pela Süper Lig. O equatoriano voltou a ter boa atuação no dia 25 de fevereiro, marcando duas vezes na goleada por 4–0 contra o Konyaspor.
Enner teve seu melhor desempenho em sua última temporada pelo time turco, anotando 33 gols em 48 jogos, uma média de 0,9 por partida. Conquistou seu único título pela equipe no dia 11 de junho de 2023, ao sagrar-se campeão da Copa da Turquia. Titular na final realizada no Estádio Gürsel Aksel, o atacante não marcou gols, mas viu o Fenerbahçe vencer o Istanbul Basaksehir por 2–0, com dois gols de Michy Batshuayi.

### Internacional
Logo após deixar o Fenerbahçe, foi anunciado oficialmente pelo Internacional no dia 12 de junho de 2023, assinando com o clube colorado por três anos. Estreou pela equipe no dia 9 de julho, sendo titular numa derrota por 2–0 para o Fluminense, no Maracanã. O jogador teve uma atuação bastante discreta, sem nenhuma finalização e com direito a substituição no intervalo. Marcou seu primeiro gol pelo clube no dia 1 de agosto, mas não conseguiu impedir a derrota de virada por 2–1 para o River Plate, no Monumental de Nuñez, em jogo válido pelas oitavas de final da Libertadores.
Após se classificar contra o River Plate, o Inter foi até La Paz para enfrentar o Bolívar em partida válida pelas quartas de final da Copa Libertadores. Aos 16 minutos de jogo, Enner recebeu bom passe de Alan Patrick e avançou sozinho contra os defensores da equipe boliviana, finalizando com sucesso em um chute potente e indefensável no canto inferior do goleiro Carlos Lampe. O atacante saiu como herói na vitória por 1–0 em plena altitude, ao lado do goleiro uruguaio Sergio Rochet, que contribuiu com importantes defesas. No jogo de volta no Beira-Rio, no dia 29 de agosto, Valencia foi novamente decisivo, marcando os dois gols na vitória por 2–0 e classificando o Internacional à uma semifinal da Libertadores depois de oito anos. Marcou seu primeiro gol no Brasileirão no dia 8 de outubro, num clássico Grenal, tendo boa atuação no triunfo por 3–2 realizado no Beira-Rio. Após retornar da convocação para a Seleção Equatoriana na Data FIFA, Valencia marcou duas vezes na histórica goleada por 7–1 contra o Santos, pelo Campeonato Brasileiro. Já na rodada seguinte, numa vitória por 2–1 contra o Vasco da Gama, em São Januário, o atacante voltou a balançar as redes, chegando assim a quatro gols em três jogos depois da traumática eliminação na Libertadores.
Em 2024, Enner Valencia teve um ano de altos e baixos pelo Internacional. O atacante, que alternou entre a titularidade e a reserva, encerrou a temporada com 40 partidas, 11 gols e três assistências.

## Seleção Nacional
Realizou sua estreia pela Seleção Equatoriana em 12 de fevereiro de 2012, em um amistoso contra Honduras.
Depois da passagem de Christian Benítez, Valencia, que inicialmente começou sua carreira como ponta, estava começando a ser usado como um centroavante pelo treinador Reinaldo Rueda, devido à morte repentina de Benítez. Valencia marcou seu primeiro gol pelo Equador no dia 19 de novembro de 2013, em um amistoso contra Honduras que terminou empatado em 2–2. Após boas atuações, consolidou-se como motor de arranque da equipe e passou a fazer dupla de ataque com Felipe Caicedo.

### Copa do Mundo de 2014
Convocado por Rueda para a Copa do Mundo de 2014, realizada no Brasil, o atacante chegou à competição com grandes esperanças depositadas pelos torcedores equatorianos. No dia 15 de junho, no jogo de abertura do Grupo E, Valencia marcou de cabeça na derrota do Equador por 2–1 para a Suíça. O jogador voltou a ter boa atuação no dia 20 de junho, quando marcou duas vezes e garantiu a vitória por 2–1 sobre Honduras, em jogo realizado na Arena da Baixada. No entanto, apesar dos três gols marcados na competição, Valencia não pôde impedir a eliminação do Equador ainda na fase de grupos.

### Copa do Mundo de 2022
No jogo de abertura da Copa do Mundo FIFA de 2022, no dia 20 de novembro, Valencia marcou dois gols e garantiu a vitória equatoriana por 2–0 contra o anfitrião Catar. O atacante ainda chegou a marcar outro gol, que seria o primeiro da partida, mas acabou sendo anulado corretamente pelo VAR. Valencia voltou a balançar as redes no jogo seguinte, no dia 25 de novembro, sendo o autor do gol equatoriano no empate em 1–1 contra a Holanda. Com os três gols marcados em duas partidas, o atacante assumiu a artilharia da competição.

## Vida pessoal
Enner Valencia é casado e tem um filho. Ele não tem nenhuma relação familiar com o ex-jogador Antonio Valencia, apesar de possuírem o mesmo sobrenome e de já terem sido companheiros de Seleção. Na verdade Antonio e Enner nem sequer tiveram a chance de jogar juntos no Caribe Junior, pois Antonio já tinha ido embora quando Enner assinou pela equipe de Sucumbíos.
Em outubro de 2016, Valencia simulou uma lesão grave para fugir da polícia e evitar ser detido durante uma partida válida pelas Eliminatórias da Copa do Mundo FIFA de 2018. Ao minuto 82 do jogo que terminou com a vitória do Equador (3–0) contra o Chile, Valencia pediu para ser substituído por estar em dificuldades físicas. O que ninguém esperava é que o avançado abandonasse o estádio em maca, com uma máscara de oxigénio, obrigando ao seu transporte em ambulância para o hospital. A polícia ainda correu atrás da ambulância, mas o jogador conseguiu chegar ao hospital sem ser detido.
Os agentes estavam presentes no estádio para dar seguimento a uma ordem de prisão de Enner Valencia, devido ao incumprimento do pagamento de pensão de alimentos a uma filha (18 mil euros). O jogador foi escoltado pelas autoridades até o hospital e, mais tarde, o seu advogado, Juan Carlos Carmihniani, comunicou que haviam chegado e a ordem de prisão havia sido anulada.

## Títulos
Emelec
- Campeonato Equatoriano: 2013

Tigres UANL
- Campeonato Mexicano: 2017 (Apertura) e 2019 (Clausura)
- Campeones Cup: 2018
- Liga dos Campeões da CONCACAF: 2020

Fenerbahçe
- Copa da Turquia: 2022–23

Internacional
- Campeonato Gaúcho: 2025

### Prêmios individuais
- Melhor jogador do Campeonato Mexicano: 2017 (Apertura)
- Seleção da Copa Libertadores da América: 2023[47]
- Prêmio Bucha - Gol Mais Bonito do Campeonato Gaúcho: 2025[48]

### Artilharias
- Copa Sul-Americana de 2013: 5 gols[4]
- Campeonato Mexicano de 2014 (Clausura): 18 gols
- Liga dos Campeões da CONCACAF de 2019: 7 gols
- Süper Lig de 2022–23: 29 gols

### Recordes e marcas
- Maior artilheiro da história da Seleção Equatoriana: 40 gols
- Maior artilheiro da Seleção Equatoriana em Copas do Mundo: 6 gols